# Ney (Ohio)
Ney és una població dels Estats Units a l'estat d'Ohio. Segons el cens del 2000 tenia 364 habitants.

## Demografia
Segons el cens del 2000, Ney tenia 364 habitants, 136 habitatges, i 102 famílies. La densitat de població era de 342,8 habitants per km².
Dels 136 habitatges en un 40,4% hi vivien nens de menys de 18 anys, en un 58,8% hi vivien parelles casades, en un 12,5% dones solteres, i en un 25% no eren unitats familiars. En el 21,3% dels habitatges hi vivien persones soles el 8,1% de les quals corresponia a persones de 65 anys o més que vivien soles. El nombre mitjà de persones vivint en cada habitatge era de 2,68 i el nombre mitjà de persones que vivien en cada família era de 3,14.
Per edats la població es repartia de la següent manera: un 33% tenia menys de 18 anys, un 6,9% entre 18 i 24, un 32,1% entre 25 i 44, un 15,9% de 45 a 60 i un 12,1% 65 anys o més.
L'edat mediana era de 32 anys. Per cada 100 dones de 18 o més anys hi havia 96,8 homes.
La renda mediana per habitatge era de 36.719 $ i la renda mediana per família de 41.250 $. Els homes tenien una renda mediana de 31.250 $ mentre que les dones 20.000 $. La renda per capita de la població era de 16.743 $. Aproximadament el 2,8% de les famílies i el 4,3% de la població estaven per davall del llindar de pobresa.

## Poblacions més properes
El següent diagrama mostra les poblacions més properes.